# اتوره گلیوزی
اتوره گلیوزی (انگلیسی: Ettore Gliozzi؛ زادهٔ ۲۳ سپتامبر ۱۹۹۵) بازیکن فوتبال اهل ایتالیا است.
از باشگاه‌هایی که در آن بازی کرده‌است می‌توان به باشگاه فوتبال ساسولو، باشگاه فوتبال روبور سیه‌نا، باشگاه فوتبال پادوا، و باشگاه فوتبال چزنا اشاره کرد.
وی همچنین در تیم‌های ملی فوتبال زیر ۱۸ سال ایتالیا و زیر ۱۹ سال ایتالیا بازی کرده‌است.